# اندیس نسر
نسر یک اندیس فلزی است که در حوالی شهر رباط سفید استان خراسان قرار دارد و مادهٔ معدنی موجود در آن، مس است.سنگ میزبان این اندیس سنگهی رسوبی است  در این اندیس، پاراژنز‌های مالاکیت، آزوریت یافت می‌شوند.